# Michael Showers
Michael Showers (Chalmette, 1966 - Nova Orleans , 2011) foi um ator americano.
Seus últimos trabalhos foram nos filmes: "A Árvore da Vida", "A Inquilina" e na série "Treme", produzido pela HBO. Também trabalhou em Traffic, The Vampire Diaries.
O ator foi encontrado morto, no Rio Mississipi, no dia 25 de agosto de 2011